# 20 30 40
20 30 40 é um filme taiwanês dirigido por Sylvia Chang, lançado em 2004, estrelando Sylvia Chang, René Liu, Angelica Lee e Kate Yeung.

## Enredo
O filme fala sobre a vida de mulheres de faixas estárias diferentes que se conhecem, tendo como ponto comum seus problemas amorosos.

## Elenco
- Sylvia Chang como Lily
- René Liu como Xiang Xiang
- Angelica Lee como Xiao Jie
- Kate Yeung como Tong Yi
- Tony Leung Ka-fai como Shi-Jie 'Jerry' Zhang
- Anthony Wong Chau-sang como Shi Ge
- Richie Ren como Wang, o professor de tênis
- Wilson Chen como músico de Rock[1]

## Indicações
20 30 40 foi exibido no Festival de Berlim de 2004, além de ter sido indicado como representante taiwanês ao Oscar de Melhor Filme Estrangeiro de 2005. No entanto, a Academia não o colocou dentre os cinco finalistas.